# Helophorus auricollis
Helophorus auricollis är en skalbaggsart som beskrevs av Johann Friedrich von Eschscholtz 1822. Helophorus auricollis ingår i släktet Helophorus och familjen halsrandbaggar. Inga underarter finns listade i Catalogue of Life.